# J. L. B. 스미스
제임스 레너드 브리얼리 스미스(James Leonard Brierley Smith, 1897년 10월 26일 ~ 1968년 1월 7일)는 남아프리카 공화국의 생물학자, 어류학자이다. 로즈 대학교의 교수였다. 실러캔스의 발견에 기여했다.